# Tiszacsege
Tiszacsege − miasto na Węgrzech, w komitacie Hajdú-Bihar, w powiecie Balmazújváros.